# Александрова-Зорина, Елизавета Борисовна
Елизаве́та Бори́совна Алекса́ндрова-Зо́рина (род. 22 марта 1984, Ленинград) — российская писательница, публицист, блогер. Колумнист газеты «Московский комсомолец» в 2011—2018 годах.

## Биография
Выросла в Заполярье — в городе Ковдор Мурманской области; окончила там школу.
Училась в Университете кино и телевидения по специальности «кинорежиссура», на Высших курсах сценаристов и режиссёров.
С 2005 года сотрудничает с различными литературными журналами. Публиковалась в журналах «Москва», «Сибирские огни», «Север», «РФ сегодня», «Новый журнал» (США), «Балтика» (Эстония), «Литературный журнал», «Дарьял», «Портфолио» (Канада), «Полит-грамота», «Русский переплет», в «Литературной газете», сборнике «Русский венок Слободану Милошевичу» и прочих. Автор и колумнист ряда российских изданий, среди которых газета «Московский комсомолец», радио «Свобода», интернет-издание «Газета.Ru», а также ряда норвежских изданий, среди которых: Klassekampen и Aftenposten.
Атеистка, придерживается ультралевых взглядов, коммунистка. Руководитель литературного раздела портала «ThankYou.ru».
В настоящее время проживает в Москве, жила в Санкт-Петербурге. Отмечала, что как автора её сформировали книги (любимые авторы: Чехов, Камю, Фриш, Маркес, Павич, Сарамаго) и фильмы, в частности итальянский неореализм, и особенно итальянское политическое кино. Упоминала (в 2017), что после того, как «ляпнула что-то против Путина на Парижском книжном салоне», её перестали включать в официальные писательские делегации, хотя и до того приглашали крайне редко.
Была замужем за писателем Иваном Зориным (развелись в 2016 году).
В марте 2022 года подписала открытое письмо, осуждающее российское вторжение на Украину.
21 февраля 2025 года Министерством юстиции России внесена в список физических лиц — «иностранных агентов».

## Творчество
Автор шести художественных книг, которые выходят в издательстве «Эксмо» в авторской серии «Бунтовщица» (рассказывала: «Книги вышли в авторской серии „Бунтовщица. Книги Е. Александровой-Зориной“, но единственное, что их объединяет, это автор. Никаких общих героев, никаких общих сюжетов. В издательстве подумывали назвать мою серию „Русский экзистенциализм“, но решили, что это название недостаточно „коммерчески привлекательное“. А жаль»). Её художественная проза была переведена на английский, французский, арабский, украинский, эстонский и хинди. Замечала: «Мой первый роман „Маленький человек“ — о Заполярье, второй, „Сломанная кукла“, — о Москве, повесть „Три семёрки“ (из одноимённого сборника) — о Петербурге» (про «Сломанную куклу» говорила, что, «с миллионом оговорок и допущений», это — роман-автобиография). Рассказывала, что ещё в финале премии «Дебют» её заметила литагент Наталья Перова, затем и занявшаяся продвижением Александровой-Зориной. Упоминала, что роман «Человек без лица» имел оригинальное название «Человек — имя существительное» (полученное название дало издательство).
Библиография
| Год  | Тип               | Название                                            |
| ---- | ----------------- | --------------------------------------------------- |
| 2011 | сборник рассказов | Бунтовщица                                          |
| 2012 | роман             | Маленький человек                                   |
| 2016 | роман             | Человек без лица                                    |
| 2016 | роман             | Сломанная кукла                                     |
| 2016 | сборник рассказов | Три семерки                                         |
| 2017 | литературоведение | Сергей Есенин. Подлинные воспоминания современников |
| 2018 | роман             | Треть жизни мы спим                                 |
| 2018 | повесть           | Развилка                                            |
| 2021 | роман             | Рюссен коммер!                                      |

## Критика
Блистательная публицистка, бичующая недостатки современной российской жизни, и не менее блистательная беллетристка, уверенно работающая в жанре «магического реализма».— «Вечерняя Москва»

Лиза — удивительный писатель. Она создала свой оригинальный мир, что вполне в традициях русской литературы.— Бернар Вербер

## Премии и награды
- 2010 — Лауреат литературного конкурса «Северная звезда» журнала «Север»[6][22]
- 2013 — Финалист премии «НОС»[23]
- 2018 — Лауреат премии журнала «Звезда» за лучший дебют в нём — повесть «Развилка»[24]

Номинации
- 2012 — шорт-лист премии «Дебют» за роман «Маленький человек»[25]

## Высказывания
- Сегодня так называемое экспертное литературное сообщество себя полностью дискредитировало, а рецензии и премии как инструмент для отбора лучших не вызывают доверия. Всё это давно превратилось в какой-то фарс: похвали сегодня ты меня, а завтра я тебя. Друзья хвалят друзей, собутыльники собутыльников, писатели, претендующие на премию, хвалят писателей, входящих в жюри этой премии, клиенты литературного агента хвалят друг друга, равно как авторы, издающиеся у одного редактора (попробуй откажи своему редактору или агенту в просьбе). Чем раскрученнее и влиятельнее автор, тем больше народу хвалит его просто так, чтобы быть ближе к телу литературного функционера. Некоторые известные авторы могут смело пользоваться какой-нибудь компьютерной программой, генерирующей тексты, их всё равно будут хвалить и награждать. В литературном мире свой «биосоциальный ранг» и «порядок клевания», писатели недалеко ушли в этом от куриц, мартышек и прочих животных. Смешно, когда все эти люди собирают круглые столы или проводят публичные дискуссии на тему «Кто убил русскую литературу?». Так и хочется им ответить: «Как кто? Вы и убили-с». (2017)[15].